# Sei Agul
Sei Agul is een bestuurslaag in het regentschap Medan van de provincie Noord-Sumatra, Indonesië. Sei Agul telt 20.402 inwoners (volkstelling 2010).